# Wiktoriana
Wiktoriana, Wiktorianna – łacińskie imię żeńskie, pierwotnie żeńska odmiana przydomka utworzonego poprzez dodanie przyrostka –ianus do imienia Wiktor; żeński odpowiednik imienia Wiktorian. Notowana w Polsce od średniowiecza w formie Wiktorzyjana.

## Wiktorianaimieninyobchodzi
- 12 stycznia, jako wspomnienie św. Wiktoriana, opata z Asán,
- 23 marca, jako wspomnienie św. Wiktoriana, wspominanego razem ze św. Frumencjuszem i innymi,
- 16 maja, jako wspomnienie św. Wiktoriana, wspominanego razem ze św. Akwilinem,
- 10 czerwca, jako wspomnienie św. Wiktoriana, męczennika afrykańskiego,
- 26 sierpnia, jako wspomnienie św. Wiktoriana, wspominanego razem ze śwśw. Symplicjanem, Faustynem i innymi świętymi[2].

## W innych językach
- język chorwacki – Viktorijana[3]
- język włoski – Vittoriana.